# آنتون بورگارد
آنتون بورگارد (انگلیسی: Anton Burghardt؛ زادهٔ ۹ ژوئن ۱۹۴۲) بازیکن فوتبال اهل آلمان است.
از باشگاه‌هایی که در آن بازی کرده‌است می‌توان به باشگاه فوتبال دویسبورگ، باشگاه فوتبال بایر ۰۴ لورکوزن، باشگاه فوتبال کیکرز اوفنباخ، باشگاه فوتبال ماینتس ۰۵، و باشگاه فوتبال زاربروکن اشاره کرد.